# Brizay
Brizay ist eine französische Gemeinde mit 253 Einwohnern (Stand: 1. Januar 2022) im Département Indre-et-Loire in der Region Centre-Val de Loire. Sie gehört zum Kanton Sainte-Maure-de-Touraine im Arrondissement Chinon.

## Geografie
Die Gemeinde Brizay liegt im Regionalen Naturpark Loire-Anjou-Touraine, etwa 45 Kilometer südwestlich von Tours. Im Norden reicht das Gemeindegebiet von Brizay bis auf 600 m an den Fluss Indre heran. Umgeben wird Brizay von den Nachbargemeinden Tavant im Norden, L’Île-Bouchard im Nordosten, Theneuil im Osten, La Tour-Saint-Gelin im Süden sowie Lémeré im Westen.

## Bevölkerungsentwicklung
| Jahr                       | 1962 | 1968 | 1975 | 1982 | 1990 | 1999 | 2009 | 2021 |
| Einwohner                  | 236  | 225  | 190  | 228  | 280  | 287  | 343  | 255  |
| Quellen: Cassini und INSEE |      |      |      |      |      |      |      |      |

## Sehenswürdigkeiten
- Kirche Saint-Pierre
- Dolmen Palet-de-Gargantua oder Pavet-de-Gargantua
- Schloss Haut-Brizay
- Herrenhaus Les Bournais
- Wasserturm

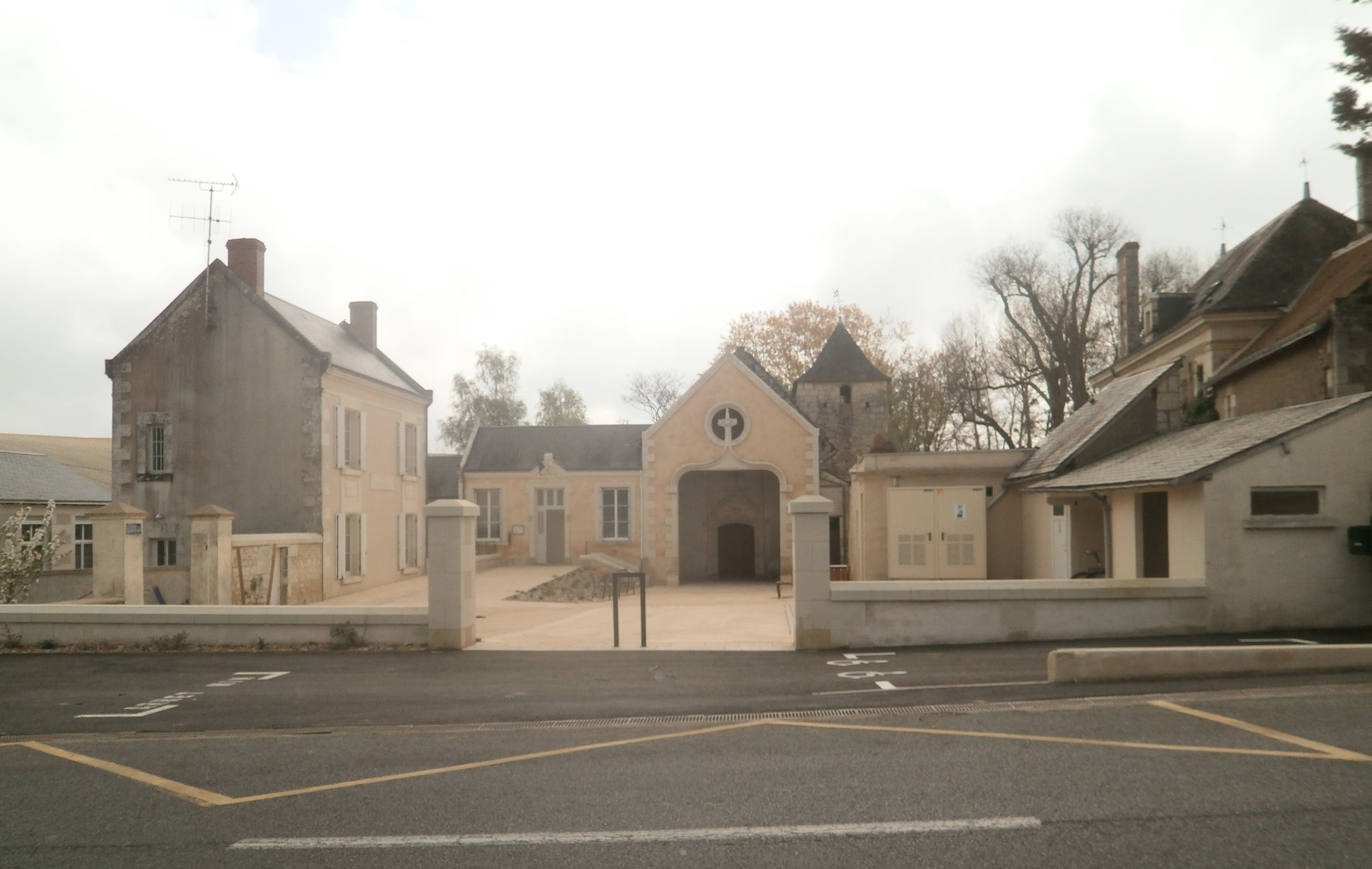
Kirche Saint-Pierre und Rathaus (mairie)
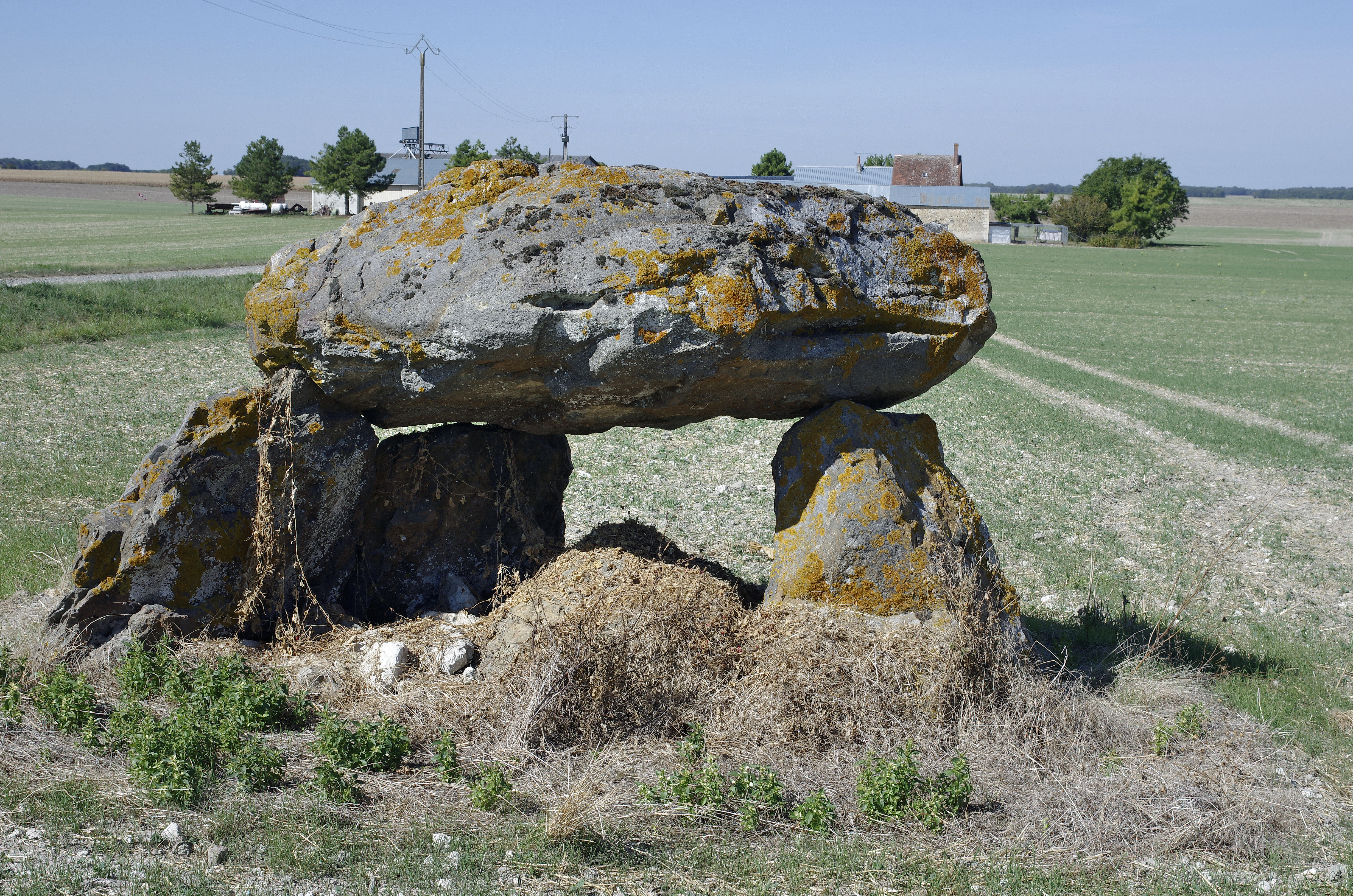
Dolmen Palet-de-Gargantua